# Reifezeichen
Reifezeichen sind klinische Merkmale eines Neugeborenen, mit denen der Kinderarzt bei Unklarheit über die tatsächliche Schwangerschaftsdauer das Reifealter eines Neugeborenen bestimmen kann. Die folgenden Merkmale werden in verschiedenen Scores zusammengefasst, sodass eine recht genaue Reifebestimmung möglich ist. Ein klinisch etabliertes Scoring-System ist der Petrussa-Index.
- Haarstatus: Lanugohaarausbildung, physiologisch gering mit freien Bezirken
- Hautstatus: rosige Haut, keine Zyanose
- Ohrmuscheln: physiologische Anlage
- Hodenstatus: physiologisch ist mindestens ein Hoden deszendiert
- Fingernägel: physiologisch überragen die Fingernägel die Fingerkuppen
- Schamlippenstatus: physiologisch bedecken die großen Labien die kleinen Labien
- Brustdrüsenstatus: Durchmesser etwa 10 mm, Brustdrüsen gut erkennbar
- Spontanhaltung: Extremitäten gebeugt, physiologischer Muskelhypertonus
- Kopfhaar: physiologisch kräftig, seidig